# Soldier of Fortune (film)
Soldier of Fortune is een Amerikaanse avonturenfilm uit 1955 onder regie van Edward Dmytryk. De film is gebaseerd op de gelijknamige roman uit 1954 van de Amerikaanse auteur Ernest K. Gann. De film werd destijds in Nederland uitgebracht onder de titel Avontuur in Hongkong.

## Verhaal
De Amerikaanse Jane Hoyte komt aan in Hongkong. Ze is op zoek naar haar man. Met de hulp van de avonturier Hank Lee leert ze dat haar man in een Chinese gevangenis wordt vastgehouden op verdenking van spionage.

## Rolverdeling
| Acteur          | Personage         |
| --------------- | ----------------- |
| Clark Gable     | Hank Lee          |
| Susan Hayward   | Jane Hoyt         |
| Michael Rennie  | Merryweather      |
| Gene Barry      | Louis Hoyt        |
| Alex D'Arcy     | Dupont            |
| Tom Tully       | Tweedie           |
| Anna Sten       | Madame Dupree     |
| Russell Collins | Icky              |
| Leo Gordon      | Big Matt          |
| Richard Loo     | Generaal Po Lin   |
| Soo Yong        | Dak Lai           |
| Frank Tang      | Kapitein Ying Fai |
| Jack Kruschen   | Austin Stoker     |
| Mel Welles      | Rocha             |